# Сганга (Болоња)
Сганга (итал. Sganga) је насеље у Италији у округу Болоња, региону Емилија-Ромања.
Према процени из 2011. у насељу је живело 49 становника. Насеље се налази на надморској висини од 18 м.